# 勝山町停留場
勝山町停留場（日语：／ Katsuyamachō teiryūjō */?）是位於日本愛媛縣松山市的路面電車車站，隸屬於伊予鐵道（伊予鐵），車站編號為18。車站位於國道11號上。

## 所屬路線
- 伊予鐵道

松山市內線（城南線）
■1號線（環狀線—順時針方向）
■2號線（環狀線—逆時針方向）
■3號線（市站線）
■5號線（JR線）

## 車站結構
本站設有對向式側式月台2個，與警察署前站一樣，都是配置十分簡單的車站，只在位於月台上的電燈柱上掛有只以日語書寫的站名和方向的小型燈箱乙個，至於一般伊予鐵道車站所採用的標準站牌亦沒有設置。但相比警察署前站，本站的月台較長，可同時容納2部電車。月台外圍設有欄杆，唯一的出入口位於月台東邊末端。

### 月台配置
| 月台 | 路線        | 目的地                   |
| ---- | ----------- | ------------------------ |
| 北側 | ■2號線 環狀 | 紅十字醫院前、木屋町方向 |
| 北側 | ■3號線      | 往道後溫泉               |
| 北側 | ■5號線      | 往道後溫泉               |
| 南側 | ■1號線 環狀 | 往松山市站               |
| 南側 | ■3號線      | 往松山市站               |
| 南側 | ■5號線      | 往JR松山站前             |

## 歷史
- 1911年9月1日：開業，站名稱為「御寶町停留場」。
- 1967年1月1日：改名為「勝山町停留場」[3]。

## 相鄰停留場
伊予鐵道
環狀線（■1號線、■2號線）、■3號線、■5號線
警察署前（17）－勝山町（18）－大街道（19）